# Saburō Sakai
Pour les articles homonymes, voir Sakai (homonymie).
Saburō Sakai (坂井 三郎, Sakai Saburō, 1916-2000) était un pilote de chasse de la marine impériale japonaise pendant la Seconde Guerre mondiale. Il fut, au nombre de victoires, le quatrième plus grand as de l'aéronavale nippone et le deuxième à survivre au conflit (derrière Tetsuzō Iwamoto). Il fait partie du « Trio des nettoyeurs » avec Toshio Ōta et Hiroyoshi Nishizawa.

## Jeunesse

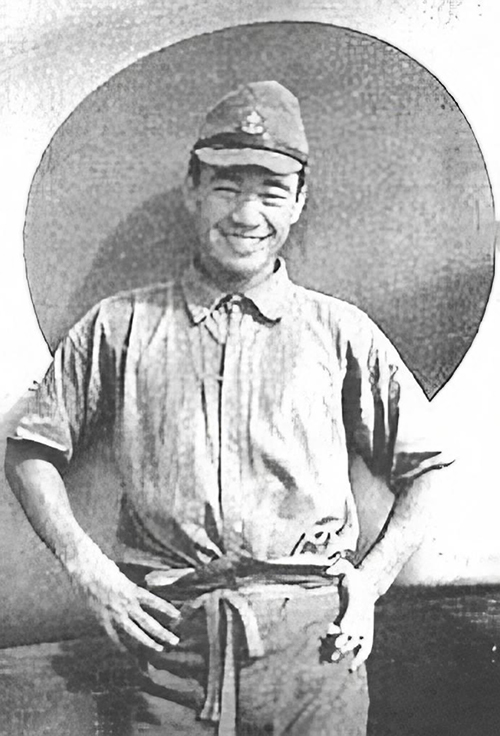
Sakai a 23 posant devant un avion A5M Type 96

Saburō Sakai est né à Saga, au Japon, le 25 août 1916, dans une famille dont les ancêtres samouraïs, après avoir participé à l'invasion de la Corée par le Japon, furent forcés de gagner leur vie en tant que fermiers. Troisième garçon d'une nombreuse fratrie (il a 3 frères et trois sœurs), Saburo a 11 ans lorsque son père décède. Sa famille étant dans le besoin, son oncle maternel l'adopte, et finance ses études aux Aoyama Gakuin (en) à Tokyo. Mais les études ne lui réussissent pas, et il est renvoyé à Saga après sa deuxième année.

N'ayant pas d'autre choix, Sakai s'engage comme matelot de troisième classe dans la marine japonaise le 31 mai 1933, à l'âge de 16 ans. Il décrit ainsi ses premiers pas dans la marine:
« Les maîtres n'hésitaient pas à infliger de sévères punitions aux recrues qui selon eux le méritaient. Quand je commettais une erreur à l'entraînement ou un manquement à la discipline, un maître me traînait brutalement hors de ma banette. « Debout contre le mur ! À genoux, recrue Sakai ! » criait-il. « Je ne fais pas ça parce que je vous déteste, mais parce que je vous aime bien, et je veux que vous soyez un bon marin ! À genoux ! »  Puis, avec une grande baguette de bois, il me frappait le derrière de toutes ses forces. La douleur était terrible, et la force des coups insoutenable. »
L'année suivante, après avoir terminé son entraînement, Sakai est promu troisième classe. Il sert alors pendant un an à bord du Kirishima. en 1935, il passe avec succès les examens de l'École Navale d'Artillerie. Il est promu deuxième classe en 1936, et sert sur le Haruna comme canonnier de tourelle. Il est promu matelot de première classe, puis maître de troisième classe. Début 1937, il s'inscrit dans une école de formation de pilote à Tsuchiura, et est accepté. Il sort major de sa promo, et reçoit une montre en argent que lui remet l'empereur Hirohito en personne. Il passe ensuite avec succès son diplôme de pilote de l'aéronavale, mais ne sera jamais affecté sur un porte-avions de toute sa carrière.
Promu au grade de maître de seconde classe en 1938, il prend part à son premier combat aérien au début de la Seconde Guerre sino-japonaise à bord d'un Mitsubishi A5M, et en reviendra blessé. En octobre 1939, il descend un bombardier  DB-3 de conception soviétique. Il reçoit ensuite un Zero, et combat au-dessus de la Chine.

## La Seconde Guerre mondiale

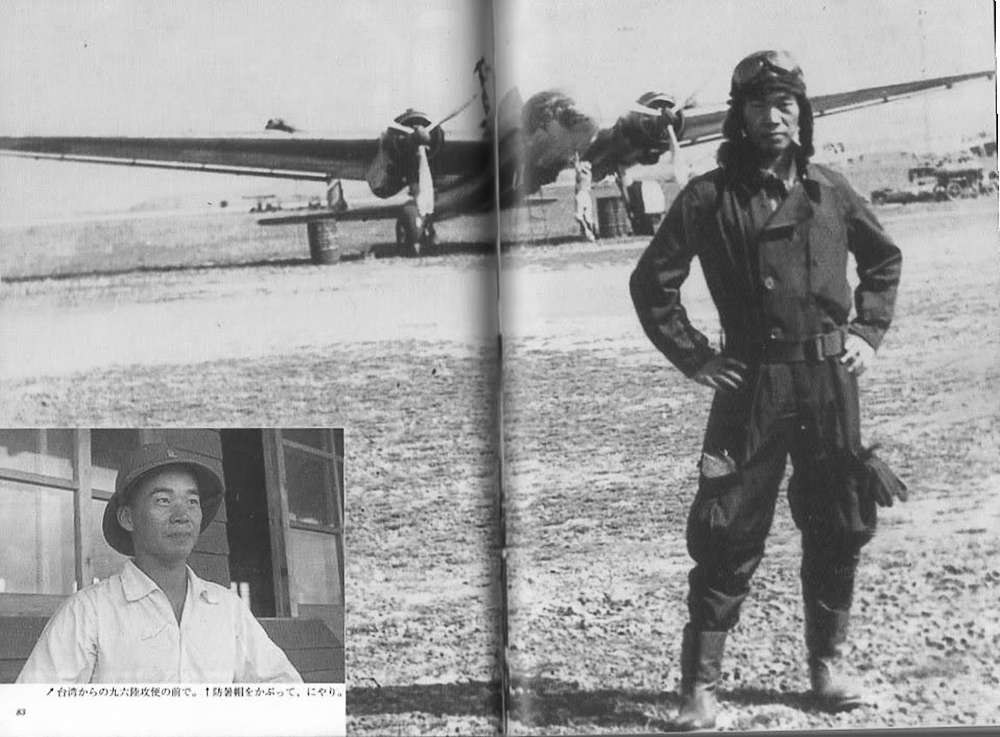
Sakai pose devant un bombardier

Après le commencement de la guerre avec les États-Unis, il participe à l'attaque des Philippines. Au début de 1942, il est transféré à Tarakan à Bornéo et combat aux Indes orientales néerlandaises. Il obtient 13 victoires aériennes avant de tomber malade. Rétabli trois mois plus tard, en avril, il rejoint l'escadron de l'enseigne de vaisseau Junichi Sasai en Nouvelle-Guinée.
Le 7 août 1942, il est grièvement blessé à la tête dans le combat au-dessus de Guadalcanal. Bien que paralysé du côté gauche et aveugle d'un œil, Sakai parvient miraculeusement à rentrer à sa base de Rabaul après un vol de plus de 1 000 km et de près de 5 heures. Il est ensuite opéré (sans anesthésie) mais ne retrouvera jamais l'usage de l'œil droit. L'aviateur passe sa convalescence de cinq mois au Japon, puis est affecté une année à la formation de nouveaux pilotes de combat. En avril 1944, il est transféré à l'escadrille Yokosuka qui a été déployée à Iwo Jima. Il ne fait que de courtes sorties pendant lesquelles il abat quatre appareils alliés. Il devint aspirant en juillet 1944 après 11 ans de service dont 5 de guerre et plus de 60 victoires aériennes, et un an plus tard sous-lieutenant. Il participera au dernier combat aérien de la guerre lorsque son unité attaquera deux Consolidated B-32 Dominator le 18 août 1945.
Durant le conflit, Sakai a abattu 64 avions alliés, pour la plupart américains. Il est l'un des trois seuls membres de son unité à avoir survécu[réf. nécessaire].

## Retour à la vie civile
Après la guerre, Sakai s'est retiré de la marine avec le rang de lieutenant de vaisseau, est devenu un pratiquant bouddhiste et a dirigé une imprimerie. Plus tard il a visité les États-Unis et a rencontré plusieurs de ses anciens adversaires.
Saburo Sakai est mort d'une crise cardiaque le 22 septembre 2000 au cours d'une réunion à l'aéroport naval d'Atsugi.